# Центр величини

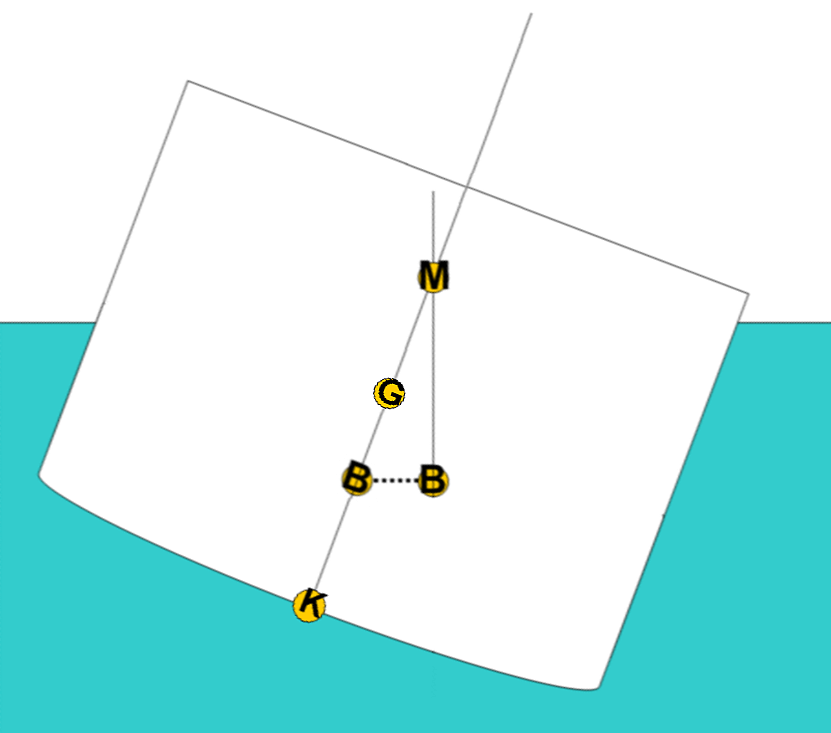
Схема плаваючого судна. Центр величини позначено B

Центр величини (ЦВ) — в теорії корабля — точка приведення сил плавучості, що діють на судно. Відомий також як центр водотоннажності тіла.
Оскільки сили плавучості є за природою силами тиску, вони діють розподілено на всю поверхню зануреного тіла. Для розрахунків зручно привести їх, тобто виразити через одну рівнодійну силу, прикладену в одній точці.

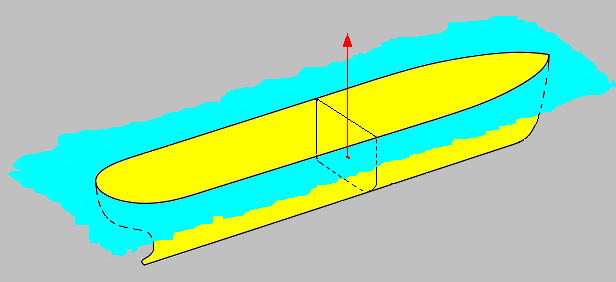
Ілюстрація центра величини

Інакше кажучи, центр величини — це уявна точка прикладання рівнодійної сил плавучості.